# Piet De Pauw
Petrus (Piet) De Pauw (13 oktober 1932 - Dilbeek, 1 augustus 2016) was een Belgische atleet, die gespecialiseerd was in de lange afstand en het veldlopen. Hij werd eenmaal Belgisch kampioen.

## Biografie
Tussen 1955 en 1968 nam De Pauw zevenmaal deel aan de Landencross met een tweeëntwintigste plaats als beste resultaat. In 1957 werd hij Belgisch kampioen op de 10.000 m. Hij was aangesloten bij Dilbeek AC.
Hij overleed in augustus 2016 na een val van het dak.

## Belgische kampioenschappen
| onderdeel | jaar |
| --------- | ---- |
| 10.000 m  | 1957 |

## Persoonlijk record
| Onderdeel | Prestatie | Datum | Plaats |
| --------- | --------- | ----- | ------ |
| 10.000 m  | 30.38,6   |       |        |

## Palmares

### 10.000 m
- 1957:  BK AC - 31.27,4

### veldlopen
- 1955: 38e Landencross in San Sebastian
- 1956: 34e Landencross in Belfast
- 1957: 61e Landencross in Waregem
- 1961: 22e Landencross in Nantes
- 1965: 57e Landencross in Oostende
- 1967: 44e Landencross in Barry
- 1968: 50e Landencross in Tunis